# Nam vương Quốc tế 2023 (Thái Lan)
Nam vương Quốc tế 2023 là cuộc thi Nam vương Quốc tế lần thứ mười lăm, được tổ chức tại Crystal Design Center Ballroom, Khwaeng Khlong Chan ở Băng Cốc, Thái Lan, vào ngày 20 tháng 10 năm 2023.
Cuộc thi sắc đẹp này được Mister International Organization có trụ sở tại Thái Lan tổ chức song song với cuộc thi Nam vương Quốc tế 2023 tại Baguio của tổ chức có trụ sở tại Philippines tự nhận là đơn vị tổ chức hợp pháp của cuộc thi sắc đẹp này.
Emmanuel Franco của Cộng hòa Dominica trao vương miện cho người kế nhiệm là Kim Thitisan Goodburn của Thái Lan. Đây là lần đầu tiên Thái Lan giành chiến thắng tại Nam vương Quốc tế.

## Kết quả

### Thứ hạng
| Hạng                      | Thí sinh |
| ------------------------- | --- |
| Mister International 2023 | - Thái Lan – Kim Thitisan Goodburn § |
| Á vương 1                 | - Venezuela – William Badell |
| Á vương 2                 | - Brasil – Edward Ogunniya |
| Top 5                     | - Ấn Độ – Shashwat Dwivedi - Pháp – Lucas Schlachter |
| Top 10                    | - Colombia – Daniel García - Perú – Joel Farach - Philippines – Jefferson Bunney - Singapore – Joshua Hee - Tây Ban Nha – Borxa Ramo |
| Top 20                    | - Cuba – Daruma Almenares - Séc – Alexandros Panayi - Cộng hòa Dominica – Ovarlyn Torres - Guiné-Bissau – Gabriel Monteiro - Hàn Quốc – Ho Sun Kang - Liban – Seif Al'walid Harb - México – Brian Ceballos - Puerto Rico – Joshua Maldonado - Thụy Sĩ – Elson Bytyqi - Bahamas – Vjaughn Ingraham |

- § – Được khán giả bình chọn vào Top 20.

### Giải thưởng đặc biệt
| Mục                        | Giải thưởng            | Thí sinh |
| -------------------------- | ---------------------- | --- |
| GIẢI THƯỞNG CHÍNH          | Best Swimwear          | - Liban – Seif Al'walid Harb |
| GIẢI THƯỞNG CHÍNH          | Best National Costume  | - Thái Lan – Kim Thitisan Goodburn |
| GIẢI THƯỞNG CHÍNH          | Mister Congeniality    | - Nepal – Prajwol Tamrakar |
| GIẢI THƯỞNG CHÍNH          | Mister Charming        | - Thụy Sĩ – Elson Bytyqi |
| GIẢI THƯỞNG CHÍNH          | Mister Photogenic      | - Tây Ban Nha – Borxa Ramo Ruiz |
| GIẢI THƯỞNG CHÍNH          | Fan Votes              | - Thái Lan – Kim Thitisan Goodburn |
| GIẢI THƯỞNG TỪ NHÀ TÀI TRỢ | Ayutthaya Popular Vote | - Liban – Seif Al'walid Harb |
| GIẢI THƯỞNG TỪ NHÀ TÀI TRỢ | Mister Chat Influencer | - Colombia – Daniel Alejandro García Molina |
| GIẢI THƯỞNG TỪ NHÀ TÀI TRỢ | Mister Lucky           | Canada – Rennel Ricketts · Bắc Síp – Suleyman Mullahasan · Séc – Alexandros Panayi                                                                                        |
| GIẢI THƯỞNG TỪ NHÀ TÀI TRỢ | Most Attractive Men    | - Đài Loan – Chen Chien Yu - Nhật Bản – Koki Sakata - Philippines – Jefferson Nigel Allan Bunney - Singapore – Joshua Hee - Thụy Sĩ – Elson Bytyqi                        |
| GIẢI THƯỞNG TỪ NHÀ TÀI TRỢ | Most Charisma Men      | - Liban – Seif Al'walid Harb - México – Brian Eduardo Ceballos - Perú – Joel Farach Marquina - Thái Lan – Kim Thitisan Goodburn - Venezuela – William Manuel Badell López |
| GIẢI THƯỞNG TỪ NHÀ TÀI TRỢ | Shining Bright by HYA  | Đài Loan – Chen Chien Yu · Nhật Bản – Koki Sakata · Pháp – Lucas Schlachter                                                                                               |
| GIẢI THƯỞNG TỪ NHÀ TÀI TRỢ | Smart Guy              | - Ấn Độ – Shashwat Dwivedi - Brasil – Edward Taiye Ogunniya - Cuba – Daruma Almenares - Guiné-Bissau – Gabriel Monteiro - Hàn Quốc – Ho Sun Kang                          |

## Các thí sinh
36 thí sinh dự thi.
| Quốc gia/vùng lãnh thổ | Thí sinh                         | Tuổi | Chiều cao               | Tham khảo     |
| ---------------------- | -------------------------------- | ---- | ----------------------- | ------------- |
| Ấn Độ                  | Shashwat Dwivedi                 | 20   | 1,88 m (6 ft 2 in)      |               |
| Bahamas                | Vjaughn Ingraham                 | 21   | 1,91 m (6 ft 3 in)      | [ 4 ]         |
| Bắc Síp                | Suleyman Mullahasan              | TBA  | TBA                     |               |
| Bỉ                     | Maksym Belevyh                   | 21   | 1,80 m (5 ft 11 in)     |               |
| Brasil                 | Edward Taiye Ogunniya            | 32   | 1,89 m (6 ft 2+1⁄2 in)  | [ 5 ]         |
| Canada                 | Rennel Ricketts                  | 23   | 1,83 m (6 ft 0 in)      | [ 6 ]         |
| Colombia               | Daniel Alejandro García Molina   | 29   | 1,81 m (5 ft 11+1⁄2 in) | [ 7 ]         |
| Cuba                   | Daruma Almenares                 | 30   | 1,82 m (5 ft 11+1⁄2 in) | [ 8 ]         |
| Cộng hòa Dominica      | Ovarlyn Torres                   | 26   | 1,85 m (6 ft 1 in)      | [ 9 ]         |
| Đài Loan               | Chen Chien Yu                    | TBA  | TBA                     |               |
| Guiné-Bissau           | Gabriel Monteiro                 | 27   | 1,93 m (6 ft 4 in)      | [ 10 ]        |
| Haiti                  | Samuel Saint Juste               | 31   | 1,85 m (6 ft 1 in)      | [ 11 ]        |
| Hàn Quốc               | Ho Sun Kang                      | 32   | 1,87 m (6 ft 1+1⁄2 in)  |               |
| Hoa Kỳ                 | Hector Louis Rodríguez           | 28   | 1,78 m (5 ft 10 in)     | [ 12 ]        |
| Indonesia              | Jeremy Gregory Samatara          | 25   | 1,78 m (5 ft 10 in)     | [ 13 ]        |
| Lào                    | Donesavanh Xaimonty              | 20   | 1,80 m (5 ft 11 in)     |               |
| Liban                  | Seif Al'walid Harb               | 23   | 1,90 m (6 ft 3 in)      | [ 14 ]        |
| Malaysia               | Arvind Gorasia                   | 29   | 1,83 m (6 ft 0 in)      |               |
| México                 | Brian Eduardo Ceballos           | 27   | 1,83 m (6 ft 0 in)      |               |
| Myanmar                | Austin Myat                      | 23   | 1,80 m (5 ft 11 in)     |               |
| Nepal                  | Prajwol Tamrakar                 | 24   | TBA                     |               |
| Nhật Bản               | Koki Sakata                      | 30   | 1,83 m (6 ft 0 in)      |               |
| Nigeria                | Martin Osagie Omoregbee          | 23   | 1,80 m (5 ft 11 in)     | [ 15 ]        |
| Perú                   | Joel Farach Marquina             | 33   | 1,87 m (6 ft 1+1⁄2 in)  | [ 16 ]        |
| Pháp                   | Lucas Schlachter                 | 22   | 1,89 m (6 ft 2+1⁄2 in)  | [ 17 ]        |
| Philippines            | Jefferson Nigel Allan Bunney     | 28   | 1,83 m (6 ft 0 in)      |               |
| Puerto Rico            | Joshua Yaddah Maldonado Cruz     | 29   | TBA                     | [ 18 ]        |
| Séc                    | Alexandros Panayi                | 26   | 1,82 m (5 ft 11+1⁄2 in) | [ 19 ]        |
| Singapore              | Joshua Hee                       | 25   | 1,74 m (5 ft 8+1⁄2 in)  |               |
| Sri Lanka              | Derrein Keith Christian De Zilwa | 20   | TBA                     |               |
| Tây Ban Nha            | Borxa Ramo Ruiz                  | 25   | 1,91 m (6 ft 3 in)      | [ 20 ]        |
| Thái Lan               | Kim Thitisan Goodburn            | 24   | 1,80 m (5 ft 11 in)     | [ 21 ]        |
| Thụy Sĩ                | Elson Bytyqi                     | 20   | 1,85 m (6 ft 1 in)      | [ 22 ]        |
| Trinidad và Tobago     | Johnathan Samuel                 | TBA  | TBA                     | [ 23 ]        |
| Venezuela              | William Manuel Badell López      | 27   | 1,88 m (6 ft 2 in)      | [ 24 ]        |
| Việt Nam               | Phạm Minh Quyền                  | 29   | 1,88 m (6 ft 2 in)      | [ 25 ] [ 26 ] |

### Dự thi cuộc thi sắc đẹp quốc tế khác
| Cuộc thi                   | Năm  | Quốc gia/vùng lãnh thổ | Thí sinh                    | Thứ hạng  | T.k.   |
| -------------------------- | ---- | ---------------------- | --------------------------- | --------- | ------ |
| Mister Grand International | 2023 | Liban                  | Seif Al'walid Harb          | Nam vương | [ 27 ] |
| Mister Supranational       | 2024 | Perú                   | Joel Javier Farach Marquina | Top 20    | [ 28 ] |